# زلفه
زلفه (عربی: زلفة) روستایی در استان حیفا است.